# Sytuacja prawna i społeczna osób LGBT na Malcie

Tęczowa flaga – symbol społeczności LGBT

Tęczowa flaga w kształcie Malty

## Prawo a dyskryminacja osób homoseksualnych
Kontakty homoseksualne zostały zalegalizowane na Malcie w 1973. Wiek osób legalnie dopuszczających się kontaktów homo- i heteroseksualnych jest zrównany i wynosi 18 lat.

## Ochrona prawna przed dyskryminacją
Od 2004 roku w maltańskim prawie istnieją przepisy w pewnym stopniu chroniące przed dyskryminacją na podstawie orientacji seksualnej. Dotyczą one prawa pracy zgodnie ze standardami Unii Europejskiej.
12 czerwca 2012 roku Parlament zmienił kodeks karny w celu zaostrzenia kar za przestępstwa polegające na nienawiści dotyczące orientacji seksualnej lub tożsamości płciowej.
14 kwietnia 2014 roku przez maltański parlament została zatwierdzona ustawa, która ma zmienić konstytucję w celu ochrony przed dyskryminacją ze względu na orientację seksualna i tożsamość płciową. Ustawa została podpisana przez Prezydenta 17 kwietnia 2014 roku.

## Uznanie związków osób tej samej płci
W kwietniu 2014 maltański parlament przegłosował możliwość zawierania związków partnerskich przez pary jednopłciowe, a także możliwość adopcji dzieci przez takie związki. 12 lipca 2017 parlament Malty przegłosował ustawę o równości małżeńskiej umożliwiającą parom jednopłciowym zawieranie małżeństw cywilnych. Zmianę poparła zarówno rządząca Partia Pracy, jak i opozycyjna Partia Narodowa, przeciwko głosował tylko jeden poseł.

## Życie osób LGBT w kraju
Pierwsza manifestacja mniejszości seksualnych (gay pride parade) w kraju odbyła się w 1996. W kraju istnieje średniej wielkości scena gejowska, jest kilka gejowskich klubów oraz miejsc gay-friendly, a największą organizacją LGBT w kraju jest Malta Gay Rights Movement.
Według badania opinii publicznej z 2006, 18% Maltańczyków popiera wprowadzenie małżeństw homoseksualnych, a 7% adopcję dzieci przez pary jednopłciowe. Maltańczycy są społeczeństwem w większości katolickim (98% populacji wyznaje tę religię), co oznacza, że wpływ Kościoła katolickiego na negatywne postrzeganie związków jednopłciowych i adopcji dzieci (przez takie związki) jest dość duży. W 2005 wypowiedzi maltańskich biskupów spotkały się z silnym sprzeciwem miejscowych organizacji LGBT. Antyhomoseksualne wypowiedzi padały również w 2000 z ust maltańskich polityków – premiera i wicepremiera.
W 2007 maltański sąd nakazał władzom kraju wydanie i zmianę wszystkich koniecznych dokumentów transseksualnej kobiecie, która chciała wyjść za mąż. Był to pierwszy tego rodzaju wyrok w historii Malty.